# Prasinochrysa fructidora
Prasinochrysa fructidora là một loài bướm đêm trong họ Geometridae.